# Amt Lubmin

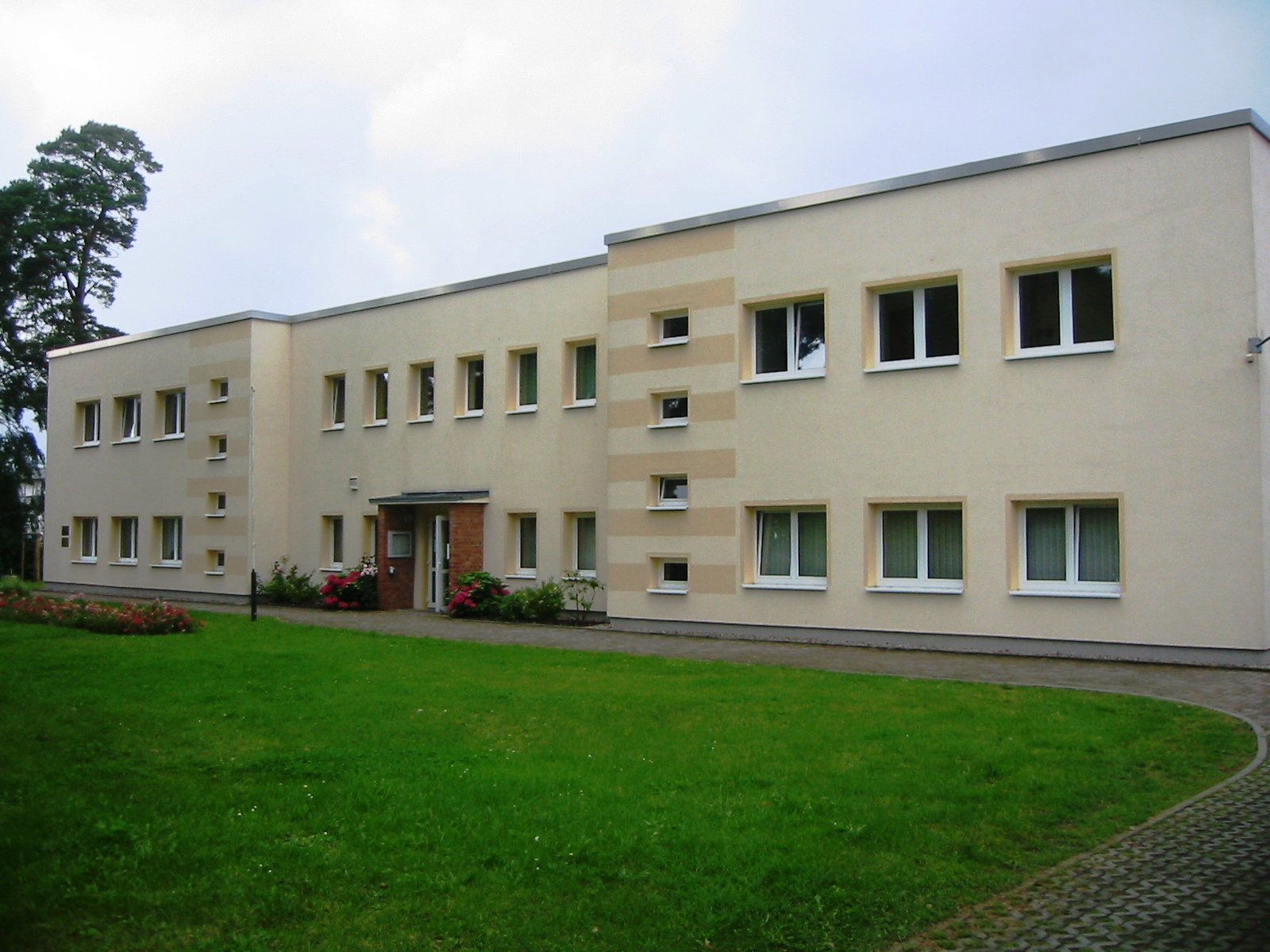
Amt Lubmin in der Geschwister-Scholl-Straße in Lubmin

Das Amt Lubmin liegt im Norden des Landkreises Vorpommern-Greifswald in Mecklenburg-Vorpommern (Deutschland). Im Amt Lubmin haben sich die zehn Gemeinden Kemnitz (bei Greifswald), Neu Boltenhagen, Brünzow, Hanshagen, Katzow, Kröslin, Loissin, Lubmin, Rubenow und Wusterhusen zur Erledigung ihrer Verwaltungsgeschäfte zusammengeschlossen. Der Verwaltungssitz befindet sich im Seebad Lubmin. Das jetzige Amt Lubmin ist durch die Eingliederung der Gemeinde Kröslin und der Gemeinde Groß Ernsthof nach Rubenow in das Amt Lubmin (1. Januar 2005) entstanden.

## Beschreibung
Das Amtsgebiet erstreckt sich von der Stadtgrenze Greifswald und der Dänischen Wiek entlang der Ostsee (Greifswalder Bodden) bis zur (Halb-)Insel Struck und entlang des Peenestromes bis zur Stadtgrenze Wolgast im Osten. Das Amt wird im Süden durch die Ämter Züssow und Am Peenestrom begrenzt. Zum Amtsgebiet gehören auch die beiden Inseln Ruden und Greifswalder Oie. Nennenswerte Erhebungen befinden sich im Amtsgebiet nicht. Der äußerste Nordosten des Amtes gehört zum Naturpark Insel Usedom.
In den Küstenorten Seebad Lubmin, Kröslin und Loissin spielt der Tourismus eine große Rolle. Die Landwirtschaft dominiert das Hinterland. Das ehemalige Kernkraftwerk Lubmin wurde schon 1990 stillgelegt. Derzeit sind etwa 1000 Personen mit dem Abriss, der Sicherung und Verwaltung betraut. Das Gelände des Kernkraftwerkes ist als großes Industrie- und Gewerbegebiet des Landes Mecklenburg-Vorpommern ausgewiesen. Neben dem Zwischenlager für Atommüll ist ein neuer Seehafen (noch keine offizielle Inbetriebnahme) im ehemaligen Auslaufkanal entstanden. Planungen sehen mehrere neue Kraftwerke vor, insbesondere soll eine geplante Erdgastrasse aus Russland durch die Ostsee hier enden. In Vierow (Gemeinde Brünzow) befindet sich ein weiterer Ostseehafen.
Durch den Süden des Amtes Lubmin führen die Bundesstraße 109 (von Greifswald nach Anklam) und die B 111 (von Wolgast zur Bundesautobahn 20).

## Die Gemeinden mit ihren Ortsteilen
- Brünzow mit Klein Ernsthof, Kräpelin, Stilow, Stilow-Siedlung und Vierow
- Hanshagen
- Katzow mit Kühlenhagen, Jägerhof und Netzeband
- Kemnitz mit Kemnitzerhagen, Kemnitz Meierei, Neuendorf, Neuendorf Ausbau und Rappenhagen
- Kröslin mit Freest, Hollendorf, Karrin und Spandowerhagen
- Loissin mit Gahlkow und Ludwigsburg
- Lubmin
- Neu Boltenhagen mit Karbow, Lodmannshagen und Spiegelsdorf
- Rubenow mit Groß Ernsthof, Latzow, Nieder Voddow, Nonnendorf, Rubenow Siedlung und Voddow
- Wusterhusen mit Gustebin, Konerow, Pritzwald, Stevelin

## Politik

### Wappen, Flagge, Dienstsiegel
Das Amt verfügt über kein amtlich genehmigtes Hoheitszeichen, weder Wappen noch Flagge. Als Dienstsiegel wird das kleine Landessiegel mit dem Wappenbild des Landesteils Vorpommern geführt. Es zeigt einen aufgerichteten Greifen mit aufgeworfenem Schweif und der Umschrift „AMT LUBMIN“.